# Света Параскева (Елати)
Вижте пояснителната страница за други значения на Света Параскева.
„Света Параскева“ (на гръцки: Αγίας Παρασκευής) е възрожденска православна църква в кожанското село Елати (Лужани), Егейска Македония, Гърция, част от Сервийската и Кожанска епархия.
Църквата е гробищен храм и е изградена в 1726 година. В 1883 година е разширена. Има забележителни стенописи. В храма са пазени и мраморни елементи от римско време.